# 雙帶棘鯛
雙帶棘鯛（学名：Acanthopagrus bifasciatus）為輻鰭魚綱鱸形目鱸亞目鯛科的其中一種，其种加词“bifasciatus”意为“双带的”。分布於西印度洋區，從紅海至南非海域，棲息深度2-20公尺，體長可達50公分，棲息在沿海礁石區，偶爾會進入海灣或河口，成小群活動，可做為食用魚。